# Dominik Czaja
Dominik Lech Czaja (ur. 12 sierpnia 1995 w Krakowie) – polski wioślarz, brązowy medalista olimpijski z Paryża 2024, wicemistrz świata i wicemistrz Europy.

## Kariera
Dominik Czaja rozpoczął karierę wioślarską w 2009 roku w wieku 14 lat. Pierwszy poważny występ miał miejsce w Płowdiwie, mieście w Bułgarii, podczas mistrzostw świata juniorów w 2012 roku. Tam wystąpił w konkurencji dwójki podwójnej i razem z Patrykiem Syposzem zajął szóste miejsce.
W 2013 roku wystąpił na mistrzostwach świata juniorów, startując razem z Marcinem Pawłowskim w dwójce podwójnej. W finale A wywalczyli trzecie miejsce, zdobywając brązowy medal o 0,52 sekundy. To był pierwszy medal Dominika Czai.
Rok później wystartował w swoich pierwszych zawodach Pucharze Świata w Aiguebelette-le-Lac na Lac d’Aiguebelette. Tym razem wziął udział w czwórce podwójnej. Razem z Mateuszem Biskupem, Dariuszem Radoszem i Piotrem Licznerskim zajęli trzecie miejsce w finale B, kończąc rywalizację na dziewiątej pozycji.
Tego samego roku wystartował w zawodach młodzieżowych mistrzostw świata we włoskim mieście Varese. Tym razem w drużynie znaleźli się: Maciej Zawojski, Marcin Pawłowski i Szymon Pośnik. Ostatecznie zawody zakończyli na ósmym miejscu.
W 2015 roku w Pucharze Świata w Varese wraz z Maciejem Zawojskim w dwójce podwójnej zajęli piąte miejsce. Natomiast w Lucernie zajęli pierwsze miejsce w finale C, ale ostatecznie zostali sklasyfikowani na trzynastej pozycji.
Na mistrzostwach świata w 2015 roku na Lac d’Aiguebelette w Aiguebelette-le-Lac zajęli drugą pozycję w finale C. Szybsi w tym wyścigu byli tylko Serbowie. Rywalizację na francuskim jeziorze zakończyli na czternastym miejscu.
W Pucharze Świata w 2016 roku w Varese zajął miejsce na podium na drugiej pozycji. W finale szybsi okazali się przyszli mistrzowie olimpijscy z Rio de Janeiro Martin Sinković i Valent Sinković. Tym razem w parze wystąpił Dawid Grabowski.
W tym samym roku w Brandenburgu podczas Mistrzostw Europy w parze z Adamem Wicenciakiem ukończyli finał B na drugim miejscu, zajmując ostatecznie ósmą pozycję w rywalizacji.
Razem z Dawidem Grabowskim wystartował w kwalifikacjach do Igrzysk Olimpijskich w Rio de Janeiro. Wygrali repasaż, który umożliwił im udział w finale. Jednak nie udało się zająć pozycji premiującej awansu na igrzyska. Skończyli zawody na czwartym miejscu.
Dwa miesiące później Czaja wziął udział w młodzieżowych mistrzostwach świata, które odbyły się w Rotterdamie. Tym razem wystartował w czwórce podwójnej wraz z Patrykiem Przekopskim, Marcinem Pawłowskim oraz Jakubem Dominiczakiem. Rywalizację zakończyli na czwartym miejscu, tracąc do podium 0,8 sekundy.
W 2017 roku podczas Pucharu Świata zdobył drugie podium w tych zawodach w dwójce podwójnej. Tym razem było to trzecie miejsce. Partnerem w rywalizacji był Adam Wicenciak. Zwyciężyli wicemistrzowie olimpijscy z Rio de Janeiro Mindaugas Griškonis i Saulius Ritter. Drudzy byli Szwajcarzy Barnabé Delarze i Roman Röösli.
Na mistrzostwach Europy w 2017 roku zajął w czwórce podwójnej razem z Dariuszem Radoszem, Wiktorem Chabelem i Adamem Wicenciakiem srebrny medal, tracąc do Litwinów Dovydas Nemeravičius, Martynas Džiaugys, Rolandas Maščinskas oraz Aurimas Adomavičius 3,37 sekundy. Podium uzupełnili Włosi. Na mistrzostwach świata w 2017 zajął 5. miejsce w czwórce podwójnej.
W 2018 roku zdobył brązowy medal na mistrzostwach Europy w czwórce podwójnej (z Wiktorem Chabelem, Fabianem Barańskim i Szymonem Pośnikiem), a na mistrzostwach świata w tej samej konkurencji zajął 6. miejsce.
Na mistrzostwach Europy w 2019 roku zajął 7. miejsce w czwórce podwójnej, a na mistrzostwach świata w Ottensheim w tej samej konkurencji wywalczył razem z Wiktorem Chabelem, Fabianem Barańskim i Szymonem Pośnikiem srebrny medal.
Podczas Mistrzostw Europy 2020 w Poznaniu razem z Wiktorem Chabelem, Szymonem Pośnikiem i Adamem Wicenciakiem zajął piąte miejsce w czwórce podwójnej.

## Osiągnięcia
| Rok  | Impreza                              | Miejsce            | Konkurencja      | Lokata      |
| ---- | ------------------------------------ | ------------------ | ---------------- | ----------- |
| 2012 | Mistrzostwa świata juniorów          | Płowdiw            | Dwójka podwójna  | 6. miejsce  |
| 2013 | Mistrzostwa świata juniorów          | Troki              | Dwójka podwójna  | 3. miejsce  |
| 2014 | Młodzieżowe mistrzostwa świata       | Varese             | Czwórka podwójna | 8. miejsce  |
| 2015 | Mistrzostwa świata                   | Lac d’Aiguebelette | Dwójka podwójna  | 14. miejsce |
| 2016 | Mistrzostwa Europy                   | Brandenburg        | Dwójka podwójna  | 8. miejsce  |
| 2016 | Kwalifikacje do igrzysk olimpijskich | Lucerna            | Dwójka podwójna  | 4. miejsce  |
| 2016 | Młodzieżowe Mistrzostwa Świata       | Rotterdam          | Czwórka podwójna | 4. miejsce  |
| 2017 | Mistrzostwa Europy                   | Račice             | Czwórka podwójna | 2. miejsce  |
| 2017 | Mistrzostwa świata                   | Saratoga           | Czwórka podwójna | 5. miejsce  |
| 2018 | Mistrzostwa Europy                   | Glasgow            | Czwórka podwójna | 3. miejsce  |
| 2018 | Mistrzostwa świata                   | Płowdiw            | Czwórka podwójna | 6. miejsce  |
| 2019 | Mistrzostwa Europy                   | Lucerna            | Czwórka podwójna | 7. miejsce  |
| 2019 | Mistrzostwa świata                   | Ottensheim         | Czwórka podwójna | 2. miejsce  |
| 2020 | Mistrzostwa Europy                   | Poznań             | Czwórka podwójna | 5. miejsce  |

## Odznaczenia
- Złoty Krzyż Zasługi (2024)[3]
- Brązowy Medal „Za zasługi dla obronności kraju” (2024)[4]